# Sylvia Owori
Sylvia Owori es una diseñadora de moda, empresaria, cabildera política y emprendedora ugandesa. Es la presidenta y directora ejecutiva de Zipa Modeling Agency, una compañía que ella fundó y de la que es propietaria. Es una de las personas más ricas de Uganda, la tercera economía más grande de la Comunidad del África Oriental.

## Biografía
Owori nació en Uganda alrededor de 1976, una de siete hermanos. Asistió a la Escuela Secundaria Superior Nsambya, en Kampala, la capital ugandesa. Estudió en el Newham College en Londres, comenzando a la edad de 19 años, graduándose con el título de Bachiller en Artes en Diseño de Moda.

### Carrera en moda
Después de sus estudios en el Reino Unido, regresó a su Uganda natal y abrió una boutique que inicialmente vendía ropa importada. Esa empresa, Sylvie's Boutique, mantiene su sede en Garden City Mall en el distrito central de negocios de Kampala, con otra sucursal en el Complejo Mabirizi, también en Kampala, y una tercera tienda en Kilimani, una sección de Nairobi, la capital de Kenia. Empleaba a 80 personas en ambos países, a diciembre de 2009.
También comenzó a diseñar y fabricar ropa para ella y sus amigos. En 2000, Sylvia Owori fue seleccionada para diseñar la ropa usada por los concursantes en el MNet Face of Africa, en Dar es Salaam y Ciudad del Cabo. Al año siguiente, en 2001, fue seleccionada para diseñar la ropa usada por el finalista ugandés en la competencia Nokia Face of Africa. Desde 2001 hasta 2004, Sylvia Owori se encargó de organizar el "Concurso de belleza Miss Uganda", ampliando así su visibilidad. En 2004, lanzó su propia línea de ropa, bajo la etiqueta Sylvia Owori. En 2005, lanzó Africa Woman Magazine, una publicación mensual con circulación en Uganda, Kenia, Ruanda, Sudán del Sur y Tanzania. Owori diseñó y fabricó los trajes para los actores principales, actrices y parte del elenco de la película El último rey de Escocia, lanzada en 2006. También es la fundadora y propietaria de Zipa Modeling Agency, una casa de talentos de moda en el área de los Grandes Lagos de África.

### Otras responsabilidades
Owori es también la Asistente Ejecutiva del Coordinador Jefe (Gen. Salim Saleh) de Operation Wealth Creation on Public Private Community Partnerships. Sylvia Owori es madre de dos hijos. Uno de los niños, nacido en 2008, es hijo de Al Hajji Nasser Sebaggala, el exalcalde de Kampala, en el cargo de 2006 a 2011.